# Dirk Sobottka
Dirk Sobottka (* 30. Juli 1964 in Dortmund) ist ein ehemaliger deutscher Eishockeyspieler, der während seiner Karriere unter anderem für den ERC Westfalen Dortmund 1990 in der 1. Liga Nord aktiv war.

## Karriere

### Als Spieler
Sobottka stand seit der Saison 1981/82 im Kader des Krefelder EV, mit denen er in der zweithöchsten deutschen Liga, der 2. Bundesliga, aktiv war. Nachdem er in seiner ersten Spielzeit für den KEV lediglich fünf Mal zum Einsatz gekommen war, gehörte er im darauffolgenden Jahr zum Stammkader und absolvierte 43 Partien, in denen der Defensivspieler fünf Scorerpunkte erzielen konnte. Im Sommer 1986 schloss sich der Mittlerweile 22-jährige dem damaligen Ligakonkurrenten Duisburger SC an, wo er sich zum Leistungsträger entwickelte und darüber hinaus mit 56 Punkten in 69 Partien zu den punktbesten Verteidigern der Liga gehörte.
Es folgte eine Spielzeit beim EC Ratingen, ehe er zur Saison 1988/89 zum Aufsteiger ERC Westfalen Dortmund wechselte. Den Verein verließ Sobottka ebenfalls nach nur einem Jahr und ging in den folgenden drei Spielzeiten für den EC Ratingen, den ESV Kaufbeuren und den TEV Miesbach aufs Eis. Anschließend kehrte er im Sommer 1992 nach Dortmund zurück. Dort unterschrieb er einen Vertrag beim zwei Jahre zuvor neu gegründeten ERC Westfalen Dortmund 1990. Mit diesem konnte er von der Regionalliga bis in die damals zweithöchste Spielklasse, die 1. Liga Nord, aufsteigen. Für die Dortmunder absolvierte Sobottka insgesamt 240 Ligaspiele und erzielte dabei 186 Scorerpunkte. Nachdem der Verein zum Ende der Saison 1995/96 Insolvenz anmelden musste und letztendlich aufgelöst wurde, verließ er den Klub.

### Als Trainer
Nachdem Sobottka seine Karriere als Eishockeyprofi beendete, trainierte er unter anderem zwischen 2002 und 2004 den EHC Dortmund in der Regionalliga NRW, für dessen Vorgängerverein er bereits selbst aktiv war. Im Sommer 2004 beendete er nach zwei Spielzeiten sein Engagement als Trainer bei den Elchen und wurde von seinem deutschen Landsmann Michael Schneider abgelöst.